# Кучеренко, Иван Фомич
Кучеренко Иван Фомич (1908—1959) — советский военный моряк-подводник, Герой Советского Союза (8.07.1945). Контр-адмирал (3.08.1953).

## Биография
Родился 28 декабря 1908 года в селе Новосёлки ныне Макаровского района Киевской области Украины. Украинец.
В октябре 1929 года был призван на срочную службу в Рабоче-Крестьянский Красный флот. Служил в учебном отряде 79-го авиационного парка ВВС Морских сил Чёрного моря. В мае 1930 года по собственному желанию был направлен на учёбу. В 1933 году окончил Военно-морское училище имени М. В. Фрунзе. После его окончания с мая 1933 года служил на Тихоокеанском флоте: штурман подводной лодки М-13, с июля 1935 — помощник командира ПЛ Щ-111, с июля 1936 — командир подводной лодки М-17, с марта 1938 — командир подводной лодки Щ-111. В октябре 1938 года переведён в отдел подводного плавания штаба Тихоокеанского флота на должность начальника отделения. Член ВКП(б) с 1931 года.
С августа 1941 года временно исполнял должность командира подводной лодки С-53, а с декабря 1941 года командовал подводной лодкой С-51. В ноябре 1942 — январе 1943 года эта подводная лодка перешла с Дальнего Востока на Северный флот через Тихий и Атлантический океаны, пройдя 16 206 миль и выдержав в пути несколько мощных штормов (командир похода на борту ПЛ Герой Советского Союза капитан 1-го ранга А. В. Трипольский). В мае 1943 года С-51 под его командованием вышла в свой первый боевой поход. Всего на командирском посту С-51 совершил 5 боевых походов (провёл в море 59 суток). Выполнил 6 торпедных атак по немецким конвоям и боевым кораблям в Баренцевом море. Потопил по своим докладам 4 и повредил 2 транспорта противника, но из всех этих побед немецкой стороной подтверждаются только потопление 3 сентября 1943 года сторожевого корабля противника «Uj-1202» (переоборудованный из рыболовного траулера «Франц Данкворт»). Примечательно, что в послевоенной литературе число побед И. Ф. Кучеренко было «сокращено» до 1-го потопленного сторожевого корабля и 3-х повреждённых транспортов.
В марте 1944 года И. Ф. Кучеренко вступил в командование 2-м дивизионом подводных лодок бригады подводных лодок Северного флота.
Указом Президиума Верховного Совета СССР от 8 июля 1945 года за образцовое выполнение боевых заданий командования на фронте борьбы с фашистскими захватчиками и проявленные при этом мужество и героизм капитану 2 ранга Ивану Фомичу Кучеренко присвоено звание Героя Советского Союза с вручением ордена Ленина и медали «Золотая Звезда» (№ 7596).
После войны продолжал службу в ВМФ СССР, в 1945 году направлен на учёбу. В 1948 году окончил Военно-морскую академию имени К. Е. Ворошилова. С ноября 1948 года в Высшей военной академии имени К. Е. Ворошилова был старшим преподавателем на кафедрах ВМД и оперативного искусства ВМС военно-морского факультета. С декабря 1951 года был начальником штаба, а с декабря 1952 года командиром советской военно-морской базы Свиноустье 4-го ВМФ (Балтийское море). С мая 1956 года — командующий подводными силами Балтийского флота.
Контр-адмирал И. Ф. Кучеренко скончался 26 ноября 1959 года в Москве. Похоронен на Ваганьковском кладбище (21 уч.).

## Награды
- Герой Советского Союза (8.07.1945);
- два ордена Ленина (8.07.1945, 5.11.1954);
- три ордена Красного Знамени (14.06.1943, 27.09.1943, 15.11.1950);
- орден Нахимова 2-й степени (10.04.1944);
- орден Красной Звезды (3.11.1944);
- медаль «За оборону Советского Заполярья» (14.06.1943);
- другие медали;
- именное оружие (1958).

## Память
- Именем Героя Советского Союза Кучеренко И. Ф. была названа плавучая база подводных лодок проекта 1886.
- Именем И. Ф. Кучеренко названы школа и площадь в селе Новосёлки, улица в посёлке Видяево.
- Имя И. Ф. Кучеренко увековечено на монументе Славы в одном из гарнизонов Северного флота.
- Имя И. Ф. Кучеренко увековечено на памятном знаке морякам-североморцам в Киеве.